# Маржинальный анализ
Маржинальный анализ — анализ соотношения объёма продаж (выпуска продукции), себестоимости и прибыли на основе прогнозирования уровня этих величин при заданных ограничениях.
В основе маржинального анализа лежит деление затрат на переменные и постоянные. Основной категорией маржинального анализа является маржинальный доход, который представляет собой разность между выручкой от реализации продукции и переменными затратами. Маржинальный доход называют также суммой покрытия, то есть той частью выручки, которая покрывает постоянные затраты и формирует прибыль. Чем больше маржинальный доход, тем быстрее будут перекрыты постоянные затраты и тем быстрее организация, предприятие начнёт получать прибыль.
Маржинальный доход на весь объём продукции рассчитывается по формуле:
{\displaystyle M=S-V}
где {\displaystyle S} — выручка от реализации продукции, услуг;
{\displaystyle V} — совокупные переменные затраты.
Маржинальный доход на единицу продукции рассчитывается по формуле:
{\displaystyle M=(S-V)/Q=p-v},
где {\displaystyle Q} — объём реализации продукции в натуральном выражении;
{\displaystyle p} — цена единицы продукции;
{\displaystyle v} — переменные затраты на единицу продукции.
Анализируя удельные маржинальные доходы по различным видам продукции, выпускаемой на предприятии, можно оценить возможность получения прибыли от производства и реализации данного вида продукции. Если {\displaystyle p-v<0}, то это свидетельствует о том, что выручка не покрывает даже переменных затрат и если выпускать продукцию дальше, то убыток будет нарастать с каждой выпущенной единицей продукции.
В рамках маржинального анализа модели безубыточности (системы «Затраты-объём производства-прибыль») можно определить влияние объёма производства и реализации продукции на величину прибыли, а также определить объём продаж, начиная с которого возможно получение прибыли, и величины постоянных и переменных затрат, при которых возможно рентабельное производство продукции на предприятии.